# Top of the World (I Against I)
Top of the World is de eerste uitgave van de Nederlandse punkband I Against I. De band had eerder in 1996 al een contract bij het grote Amerikaanse label Epitaph Records een contract getekend en was daarmee de eerste Europese band die een album bij het label liet uitgeven. De ep werd door Epitaph uitgegeven in augustus 1997 en geproduceerd door Frank Reijgersberg.
Het nummer Chaos Days verwijst naar de chaosdagen in die tijd.

## Nummers
1. Top of the World – 2:27
2. Chaos Days – 2:27
3. Look Inside – 2:23
4. I Wanna Hold Your Hand – 2:06